# شرکت صنایع نظامی برزیل
شرکت صنایع نظامی برزیل (انگلیسی: Indústria de Material Bélico do Brasil) شرکت صنایع جنگ‌افزاری برزیلی است، که در سال ۱۹۳۴ تأسیس شد.